# Refuge Denied
Refuge Denied è il primo album in studio del gruppo musicale heavy metal statunitense Sanctuary, pubblicato nel 1987.

## Il disco
L'esordio discografico della band si Seattle è stato prodotto dal leader dei Megadeth Dave Mustaine, che ha anche contribuito nei cori e con un assolo di chitarra per la canzone White Rabbit, una cover dei Jefferson Airplane.
Il disco è in genere considerato dalla critica come uno dei migliori esempi di power americano. Lo stile musicale proposto nelle nove tracce si avvicina sovente allo speed/thrash metal con una ritmica potente e dinamica. Le composizioni, spesso avvolte da atmosfere "dark" sono ben strutturate e interpretate in maniera ottimale del cantante.
La canzone Battle Angels fa parte della colonna sonora del gioco Brütal Legend del 2009.
L'album è stato ristampato nel 2010 dalla IronBird Records in formato doppio CD insieme al successivo Into the Mirror Black.

## Tracce
Testi e musiche di Dane, Rutledge eccetto dove indicato.
1. Battle Angels – 4:51 (Blosl, Dane)
2. Termination Force – 3:39 (Dane, Sheppard, Rutledge)
3. Die For My Sins – 3:41
4. Soldiers Of Steel – 5:30
5. Sanctuary – 3:57
6. White Rabbit (cover dei Jefferson Airplane) – 3:09
7. Ascension To Destiny – 4:57
8. The Third War – 3:52
9. Veil Of Disguise – 5:51

## Formazione
- Warrel Dane - voce
- Lenny Rutledge - chitarra, cori
- Sean Blosl - chitarra, cori
- Jim Sheppard - basso
- Dave Budbill - batteria, cori